# 폴로
폴로(Polo)는 말을 타고 하는 구기의 일종이다. 세계에서 가장 오래된 팀 스포츠 가운데 하나이다. 승마와 하키를 합쳐놓은 종목으로 말을 탄 채로 폴로스틱으로 공을 몰고 가서 골을 넣는 룰을 가진 구기종목이다.
이 게임은 두 팀이 대결하여 긴 손잡이가 달린 나무 망치를 사용해 작고 단단한 공을 쳐서 상대 팀의 골대를 통과하는 방식으로 진행된다. 각 팀에는 4명의 기수가 있으며, 게임은 일반적으로 추카(chukkas) 또는 "추커(chukkers)"라고 불리는 기간으로 나누어 1~2시간 동안 지속된다.
폴로는 "왕의 스포츠"라고 불리며 승마와 상류층을 위한 관중 스포츠가 되었으며 종종 후원의 지원을 받았다. 폴로의 조상과 그 변종은 기원전 6세기부터 서기 1세기까지 유목민인 이란과 투르크 민족이 즐겼던 승마 게임으로 존재했다. 스포츠가 진화하고 발전한 페르시아에서는 처음에는 기병 부대, 대개 왕실 근위대나 기타 정예 부대를 위한 훈련 게임이었다. 현재는 100개가 넘는 국가가 국제 폴로 연맹에 가입하고 16개국에서 프로 경기를 펼치며 1900년부터 1936년까지 올림픽 스포츠로 채택되어 전 세계적으로 인기가 높다.
아레나 폴로는 유사한 규칙을 갖는 실내 또는 반실외 변형이며 팀당 3명의 라이더가 경기한다. 경기장은 더 작고 밀폐되어 있으며 일반적으로 압축된 모래나 잔골재로 이루어져 있으며 실내에서도 자주 사용된다. 아레나 폴로는 공간적 제약으로 인해 더 많은 기동성을 가지며, 필드 폴로에서 사용되는 단단하고 단단한 공보다 약간 큰 공기 주입 공을 사용한다. 표준 말렛이 사용되지만 헤드가 약간 더 큰 경기장 말렛도 옵션이다.

## 역사

### 어원과 기원
이 게임은 원래 이란인이 발명했으며 페르시아어 이름은 "초브간"(Chovgan, čowgān)이다. 게임의 영어 이름은 볼티(Balti) 언어, 즉 '공'을 뜻하는 폴로(polo)에서 유래되었다. 이는 '공'을 의미하는 표준 티베트어 풀루와 동족이다.
게임의 정확한 기원은 확실하지 않지만, 많은 학자들은 이 게임이 이란 사람들이 했던 단순한 게임에서 시작되었을 가능성이 가장 높다고 추정한다. 지역적으로 부즈카시(buzkashi) 또는 콕파르(kokpar)라고 불리는 고대 폴로 변형은 여전히 중앙아시아 일부 지역에서 행해지고 있다. 고대 이란(페르시아)에서 "초브간"(chovgan, čowgān)으로 개발되고 공식화되었으며, 귀족들이 광범위하게 즐기는 국가 스포츠가 되었다. 여자도 남자처럼 놀았다. 파르티아 제국 시대(기원전 247년~서기 224년) 동안 이 스포츠는 왕과 귀족들의 큰 후원을 받았다. 옥스포드 후기 고대 사전(The Oxford Dictionary of Late Antiquity)에 따르면 페르시아 구기 경기는 사산 왕조(224~651) 시대 궁정에서 중요한 오락이었다. 이는 사산왕조 지배계층을 위한 왕실교육의 일부이기도 했다. 샤푸르 2세 황제는 서기 316년 7세에 폴로를 배웠다.

## 같이 보기
- 격구